# Jan Ingemann Sørensen
Jan Ingemann Sørensen (Nykøbing Falster, 24 agosto 1954) è un ex calciatore danese, centrocampista.

## Statistiche

### Cronologia presenze e reti in Nazionale
| Cronologia completa delle presenze e delle reti in nazionale ― Danimarca | Cronologia completa delle presenze e delle reti in nazionale ― Danimarca | Cronologia completa delle presenze e delle reti in nazionale ― Danimarca | Cronologia completa delle presenze e delle reti in nazionale ― Danimarca | Cronologia completa delle presenze e delle reti in nazionale ― Danimarca | Cronologia completa delle presenze e delle reti in nazionale ― Danimarca | Cronologia completa delle presenze e delle reti in nazionale ― Danimarca | Cronologia completa delle presenze e delle reti in nazionale ― Danimarca |
| Data                                                                     | Città                                                                    | In casa                                                                  | Risultato                                                                | Ospiti                                                                   | Competizione                                                             | Reti                                                                     | Note                                                                     |
| ------------------------------------------------------------------------ | ------------------------------------------------------------------------ | ------------------------------------------------------------------------ | ------------------------------------------------------------------------ | ------------------------------------------------------------------------ | ------------------------------------------------------------------------ | ------------------------------------------------------------------------ | ------------------------------------------------------------------------ |
| 25/08/1976                                                               | Vejle                                                                    | Danimarca                                                                | 3 – 0                                                                    | Norvegia                                                                 | Campionato nordico                                                       | -                                                                        | 67’                                                                      |
| 30/01/1977                                                               | Banjul                                                                   | Gambia                                                                   | 1 – 4                                                                    | Danimarca                                                                | Amichevole                                                               | -                                                                        |                                                                          |
| 02/02/1977                                                               | Kaolack                                                                  | Senegal                                                                  | 2 – 3                                                                    | Danimarca                                                                | Amichevole                                                               | -                                                                        |                                                                          |
| 13/04/1977                                                               | Sofia                                                                    | Bulgaria                                                                 | 3 – 1                                                                    | Danimarca                                                                | Amichevole                                                               | -                                                                        | 71’                                                                      |
| 25/10/1978                                                               | Belfast                                                                  | Irlanda del Nord                                                         | 2 – 1                                                                    | Danimarca                                                                | Qual. Euro 1980                                                          | -                                                                        | 52’                                                                      |
| 09/05/1979                                                               | Copenaghen                                                               | Danimarca                                                                | 2 – 2                                                                    | Svezia                                                                   | Amichevole                                                               | -                                                                        | 76’                                                                      |
| 27/06/1979                                                               | Copenaghen                                                               | Danimarca                                                                | 1 – 2                                                                    | Unione Sovietica                                                         | Amichevole                                                               | -                                                                        | 81’                                                                      |
| Totale                                                                   |                                                                          | Presenze                                                                 | 7                                                                        |                                                                          | Reti                                                                     | 0                                                                        |                                                                          |